# Tepidarium

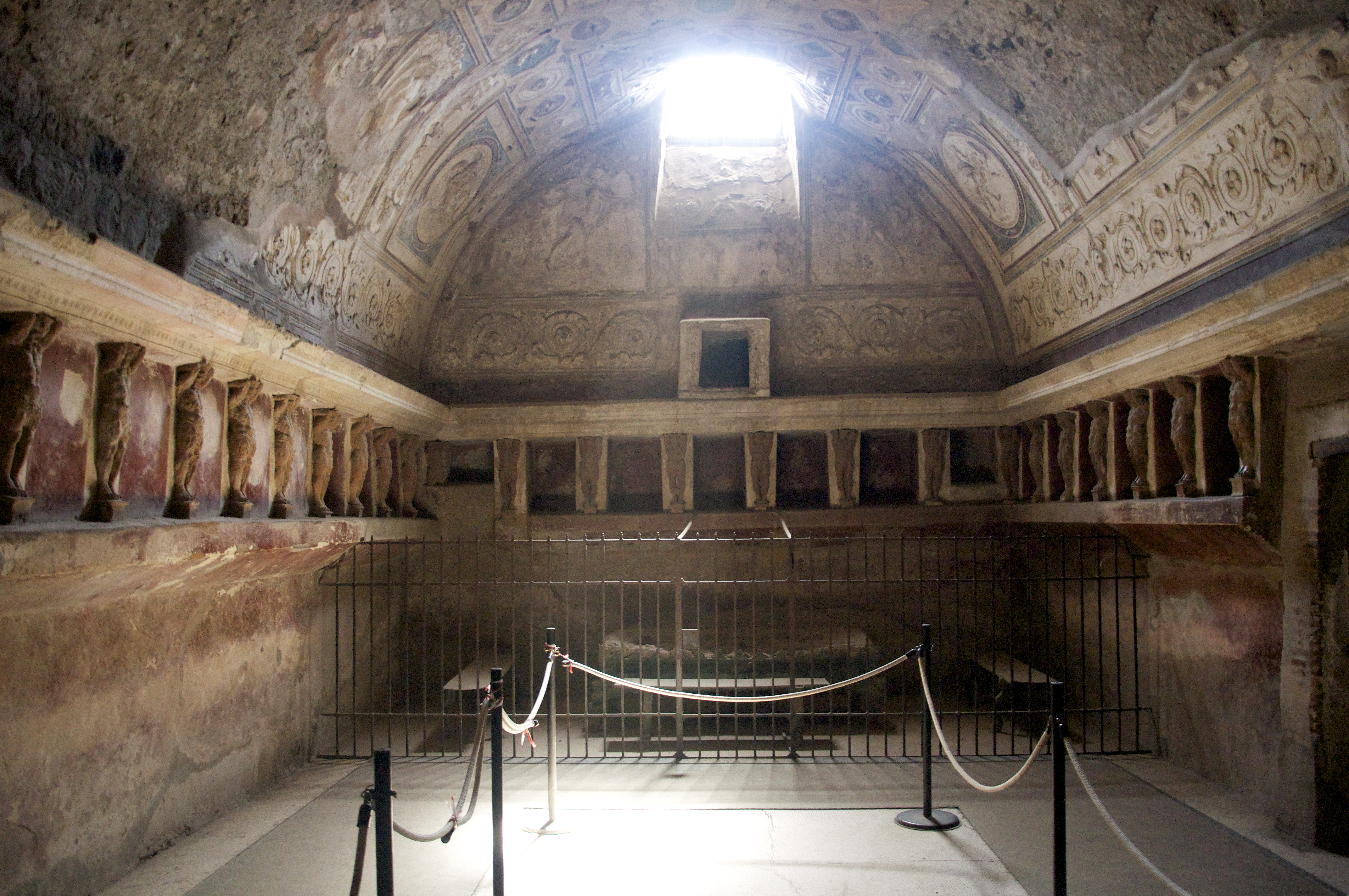
Tepidarium des thermes de Pompéi.

Dans la Rome antique, le tepidarium (du latin tepidus, « tiède ») était la partie des thermes où les Romains prenaient des bains de vapeur tièdes. Dans l'organisation du bain antique, le tepidarium est l'intermédiaire entre le caldarium et le frigidarium ; il constitue ainsi le sas nécessaire entre les zones chaudes et les zones froides de l'établissement thermal.

## Description

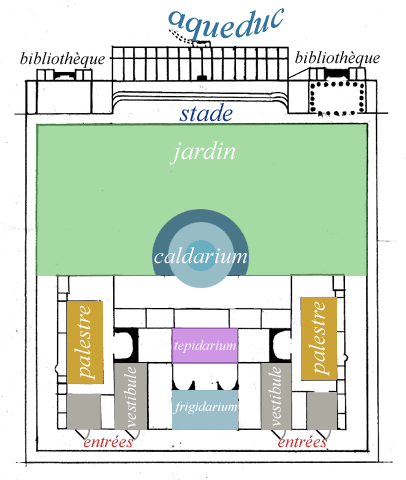
Exemple d'un plan détaillé des thermes romains comprenant différents bains thermaux : le frigidarium (bain froid), le tepidarium (bain de vapeur tiède) et enfin le caldarium (bain chaud). Les thermes étaient également dotés de 2 vestibules (entrées et vestiaires), 2 palestres (gymnases), un grand jardin/cour, un stade, 2 bibliothèques et un aqueduc (ouvrage destiné à l'adduction d'eau).

Le tepidarium était une salle, souvent garnie de bancs de marbre, par laquelle passaient les usagers pour s'habituer à la différence de température entre le caldarium et le frigidarium. Dans certains thermes importants, où il y avait également un sudatorium (bain de vapeur, sorte de hammam) et une étuve sèche, comme un sauna, appelée laconicum, le tepidarium pouvait servir aussi de salle intermédiaire.
À la différence du caldarium et du frigidarium, le tepidarium ne comportait pas en général de baignoire, de bassin ou de réserve d'eau.

## Représentation dans les arts

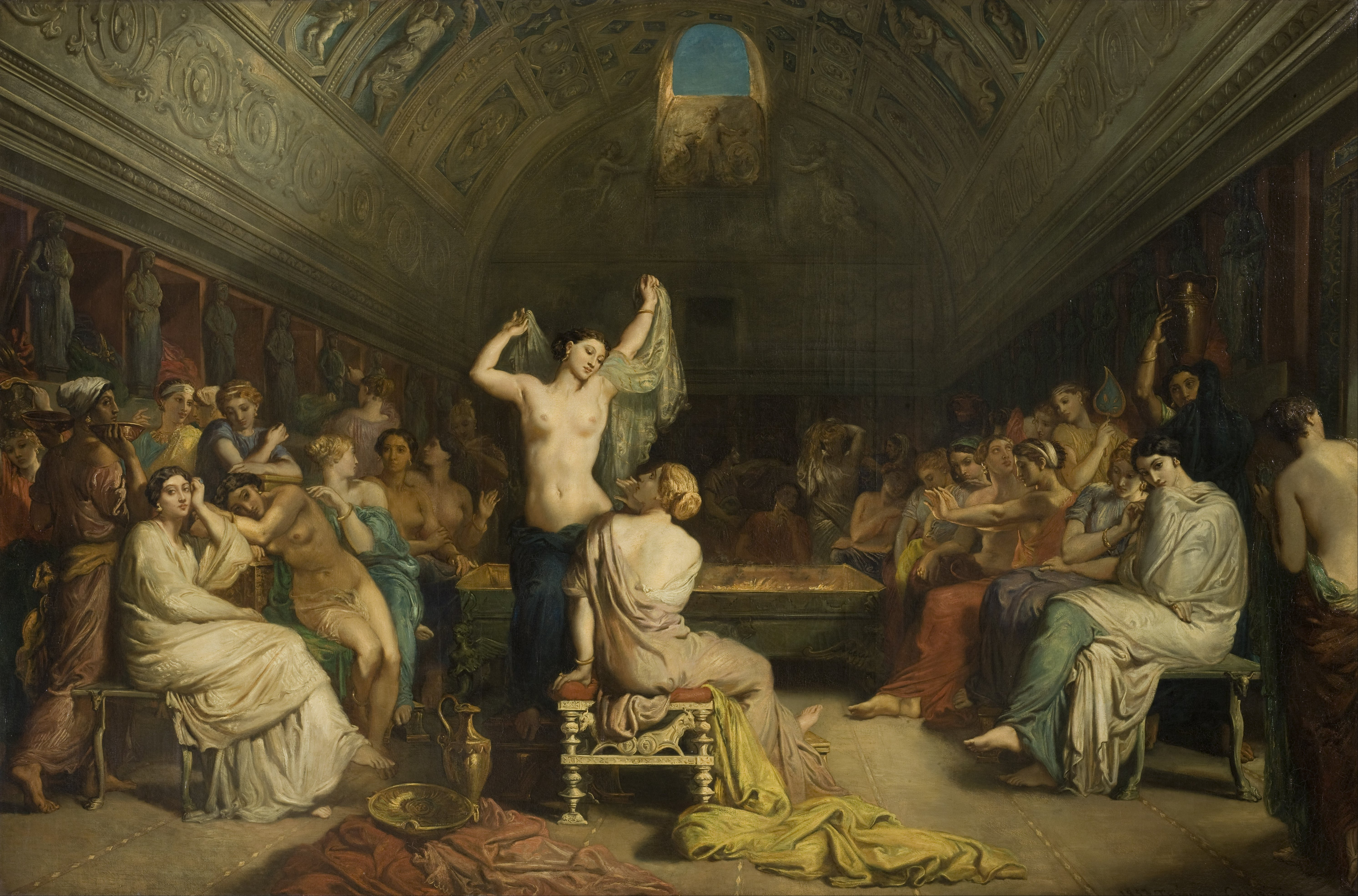
Tepidarium de Pompéi, 1853
Théodore Chassériau
Musée d'Orsay

Le peintre romantique Théodore Chassériau représente le tepidarium de Pompéi dans un tableau conservé au musée d'Orsay à Paris. 